# Tivadar
Tivadar is een plaats (község) en gemeente in het Hongaarse comitaat Szabolcs-Szatmár-Bereg. Tivadar telt 228 inwoners (2001).